# Histoire des Juifs en Bolivie
L’histoire des Juifs en Bolivie remonte à la période coloniale du XVIe siècle.  Au XIXe siècle, des marchands juifs (sépharades et ashkénazes) sont venus en Bolivie, la plupart d'entre eux prenant pour épouses des femmes locales et fondant des familles qui se sont intégrées à la société catholique dominante. C'était souvent le cas dans les régions orientales de Santa Cruz, Tarija, Beni et Pando, où ces marchands venaient soit du Brésil, soit d'Argentine.
À l'époque coloniale, des marranes venus d'Espagne s'installèrent dans le pays. Certains travaillèrent dans les mines d'argent de Potosi et d'autres furent parmi les pionniers qui contribuèrent à la fondation de Santa Cruz de la Sierra en 1557. Quelques coutumes encore en vigueur dans la région suggèrent une possible ascendance juive marrane, mais les seuls documents qui existent sont ceux de l’Inquisition péruvienne. 
Au cours du XXe siècle, une importante implantation juive a commencé en Bolivie. En 1905, un groupe de Juifs russes, suivi par des Argentins et plus tard par quelques familles séfarades de Turquie et du Proche-Orient, s'installèrent en Bolivie. En 1917, on estimait qu'il ne restait que 20 à 25 Juifs professants vivant dans le pays. En 1933, lorsque l’ère nazie en Allemagne a commencé, il y avait 30 familles juives. Le premier afflux important d'immigrants juifs a eu lieu dans les années 1930 et on estimait qu'ils étaient 7 000 à la fin de 1942. Au cours des années 1940, 2 200 Juifs ont émigré de Bolivie. Mais ceux qui sont restés ont installé leurs communautés principalement à La Paz, mais aussi à Cochabamba, Oruro, Santa Cruz, Sucre, Tarija et Potosí. Après la Seconde Guerre mondiale, un petit nombre de Juifs polonais sont venus en Bolivie. En 1939, les communautés juives ont acquis une plus grande stabilité dans le pays.
Au cours des dernières décennies, la communauté juive de Bolivie a considérablement diminué, beaucoup d'entre eux ayant migré vers d'autres pays comme Israël, les États-Unis et l'Argentine. La communauté juive de Bolivie compte environ 500 membres avec une population élargie de 700 personnes, la plupart d'entre eux étant situés à Santa Cruz de la Sierra, suivie de La Paz et Cochabamba, avec la présence de synagogues dans toutes ces villes. 

## XXesiècle
En 1938, les immigrants juifs allemands, polonais et lituaniens qui s'étaient installés à La Paz ont créé le cimetière juif de La Paz ( en espagnol : Cementerio Judío de La Paz). 

### Les colonies agricoles
Au cours de la vague d'immigration de 1938-1940, les réfugiés juifs ont reçu l'aide de l’homme d'affaires juif allemand Maurice Hochschild qui avait des investissements en Bolivie. Il a aidé à obtenir des visas pour les immigrants juifs d'Europe et a contribué à fonder la Sociedad de Proteccion a los Immigrantes Israelitas. En collaboration avec la Sociedad Colonizadora de Bolivia, Maurice Hochschild a contribué à développer des projets agricoles ruraux pour les réfugiés juifs. Les réfugiés ont cependant été confrontés à de nombreuses difficultés et les fermes n'ont jamais pu devenir autosuffisantes. 

## XXIesiècle
En 2015, on estime que la communauté juive de Bolivie a progressivement diminué et qu'elle manque de jeunes, qui terminent leurs études secondaires et partent dans des universités à l'étranger, notamment en Argentine, au Brésil, aux États-Unis et en Israël, et ne reviennent pas. L'école Boliviano Israelita, située à La Paz, compte 294 élèves, dont un seul est juif. 
Dans les années 1990, la communauté comptait environ 700 membres, la population juive de Bolivie est restée stable depuis lors. Ce chiffre est tombé à 500 dans les années 2000. Ils ont gagné quelques immigrants, principalement d'Argentine, qui ont compensé l'exode des jeunes étudiants partant à l'université. 
Cependant, la communauté juive maintient toujours des écoles juives de jour en 2023. 

## Antisémitisme et attitude politique envers Israël
Durant les années 1930, la communauté juive jouissait d'une relative stabilité sous le gouvernement de Germán Busch Becerra. Cependant, les présidents qui lui succédèrent se montrèrent moins réceptifs aux immigrants juifs et des incidents antijuifs se produisirent à plusieurs reprises, principalement dans les villes de La Paz et de Cochabamba, où des entreprises et des centres communautaires juifs furent attaqués. 
Plus récemment, en janvier 2009, le gouvernement Morales a rompu ses relations avec Israël, le qualifiant d'« État terroriste et génocidaire ». Le gouvernement bolivien a également annulé un accord conclu en 1972 qui permettait aux citoyens israéliens de se rendre dans le pays andin sans visa. 

Le 12 août 2014, le président de la Chambre des députés Marcelo Elío Chávez, du Mouvement pour le socialisme, a critiqué la politique du gouvernement israélien et a déclaré : 
« Malheureusement, le peuple juif, qui a été massacré pendant la Seconde Guerre mondiale, n’a pas retenu la leçon et rejoint aujourd’hui l’impérialisme américain. » 
En novembre 2019, après le renversement de Morales, la Bolivie a renoué ses relations avec Israël et les relations sont désormais cordiales. Cependant, les relations sont devenues hostiles après que la Bolivie a rompu ses relations avec Israël à la suite du raid aérien sur le camp de réfugiés de Jabalia le 31 octobre 2023[réf. souhaitée].